# Liten svartstjärna
Liten svartstjärna (Sagiolechia protuberans) är en lavart som först beskrevs av Erik Acharius, och fick sitt nu gällande namn av A. Massal. Liten svartstjärna ingår i släktet Sagiolechia och familjen Gomphillaceae.  Arten är reproducerande i Sverige. Inga underarter finns listade i Catalogue of Life.